# 경국집
《경국집》(経国集, けいこくしゅう)은 일본 헤이안 시대(平安時代) 초기인 덴초(天長) 4년(827년) 준나 천황(淳和天皇)의 명으로 편찬된 칙찬(勅撰) 한시집이다. 요시미네노 야스요(良岑安世), 스가와라노 기요기미(菅原清公) 등이 편찬하였다. 수록된 작품의 작자는 준나 천황、이소노카미노 야카쓰구(石上宅嗣), 오미노 미후네(淡海三船), 구카이(空海) 등이다. 전20권으로 현존하는 것은 제1권 등 6권이다.
《경국집》에는 발해 문왕 23년(759년) 일본을 방문했던 발해 사신단의 부사(副使) 양태사(楊泰師)가 읊었다는 칠언절구 '밤중에 다듬이돌 소리를 듣고'(夜聽搗衣聲)가 수록되어 있는데, 서정적인 분위기를 띠고 있으며 발해 한시 가운데서도 손꼽히는 수작으로 평가받고 있다.

## 같이 보기
- 능운집
- 문화수려집
- 한시